# ¿Qué hago yo aquí?
¿Qué hago yo aquí? fue un programa de televisión de España producido por Producciones Mandarina, que se emitía cada domingo a las 21:30 en Cuatro desde el 7 de abril de 2013 hasta el 5 de mayo de 2013. El programa estaba presentado por Elena Ortega y dirigido por Almanzor Amrani.

## Formato
¿Qué hago yo aquí?, conducido por la reportera Elena Ortega, reflejaba el día a día de un grupo de españoles que por voluntad propia desarrollaban su proyecto profesional o vital dentro de un entorno hostil y peligroso en el que habían terminado adaptándose.
El programa se dedicaba a recorrer enclaves inhóspitos, como el desierto de Atacama (Chile), la estepa siberiana o el Cinturón de Fuego del Pacífico, zonas de invierno nuclear como Chernóbil y lugares caracterizados por un clima de violencia extrema, entre ellos, Ciudad Juárez o ciertos parajes de la selva amazónica. Así, el objetivo de ¿Qué hago yo aquí? era mostrar cómo se vive en todos estos lugares de la mano de protagonistas anónimos y de Elena Ortega, quien también se veía obligada a adaptarse a la cotidianeidad en estos peculiares destinos.

## Audiencias
Los títulos de los programas corresponden a la plataforma mitele.es, y las mediciones de audiencia de Fórmula TV.
| Temporada | Temporada | Episodios | Estreno            | Final             | Audiencia media | Audiencia media | Audiencia media |
| Temporada | Temporada | Episodios | Estreno            | Final             | Espectadores    | Cuota           |                 |
| --------- | --------- | --------- | ------------------ | ----------------- | --------------- | --------------- | --------------- |
|           | 1         | 6         | 7 de abril de 2013 | 5 de mayo de 2013 | 1 039 000       | 5,2%            |                 |

## Temporada 1: 2013
| Programa | País                 | Título del programa               | Fecha de emisión    | Espectadores | Share |
| -------- | -------------------- | --------------------------------- | ------------------- | ------------ | ----- |
| 1x01     | Rusia                | Bajo cero en Siberia              | 7 de abril de 2013  | 1 384 000    | 6,7%  |
| 1x02     | México               | Ciudades peligrosas de México     | 14 de abril de 2013 | 1 175 000    | 6,2%  |
| 1x03     | Ucrania              | Chernóbil, zona cero              | 21 de abril de 2013 | 1 068 000    | 5,3%  |
| 1x04     | Tailandia, Indonesia | El cinturón de fuego del Pacífico | 28 de abril de 2013 | 1 048 000    | 4,9%  |
| 1x05     | Colombia Perú        | Aislados en el Amazonas           | 5 de mayo de 2013   | 736 000      | 4,0%  |
| 1x06     | Chile                | Desierto de Atacama               | 5 de mayo de 2013   | 821 000      | 4,3%  |